# Comuna Borîsiv, Izeaslav
Borîsiv (în ucraineană Борисів) este o comună în raionul Izeaslav, regiunea Hmelnîțkîi, Ucraina, formată din satele Borîsiv (reședința) și Storonîce.

## Demografie
Componența lingvistică a comunei Borîsiv
     Ucraineană (99,33%)
     Alte limbi (0,67%)
Conform recensământului din 2001, majoritatea populației comunei Borîsiv era vorbitoare de ucraineană (99,33%), existând în minoritate și vorbitori de alte limbi.